# Ophiacantha linea
Ophiacantha linea is een slangster uit de familie Ophiacanthidae.
De wetenschappelijke naam van de soort werd in 1989 gepubliceerd door S. Shin & B.J. Rho.